# Cerambyx rufus
Cerambyx rufus är en skalbaggsart som beskrevs av Voet 1806. Cerambyx rufus ingår i släktet ekbockar, och familjen långhorningar. Inga underarter finns listade.